# NGC 5769
NGC 5769 في الفهرس العام الجديد، هي مجرة، تقع في كوكبة العواء. اكتشفت في 27 أبريل 1881 بواسطة إدوارد إس هولدن.

## روابط خارجية
- NGC 5769 على موقع ويكي سكاي: DSS2, SDSS, GALEX, IRAS, Hydrogen α, X-Ray, Astrophoto, Sky Map, Articles and images